# Gambiran (Mojoagung)
Gambiran is een bestuurslaag in het regentschap Jombang van de provincie Oost-Java, Indonesië. Gambiran telt 2569 inwoners (volkstelling 2010).